# Arosæte
Arosæte var en angelsaksisk stamme, der boede i kongeriget Mercia. Ifølge historikeren D. P. Kirby, fulgte arosæternes område (værdisat til 600 hides i Tribal Hidage) sandsynligvis dalene langs de to Arrow-floder Worcestershire Arrowder går fra det sydlige Warwickshire til Worcestershire og Herefordshire Arrow i Herefordshire og Powys. Med weorgoran-stammen mod sydvest og andre stammer mod nord og øst menes deres område at have ligget tæt på Droitwich.